# Mecanismo de seis barras

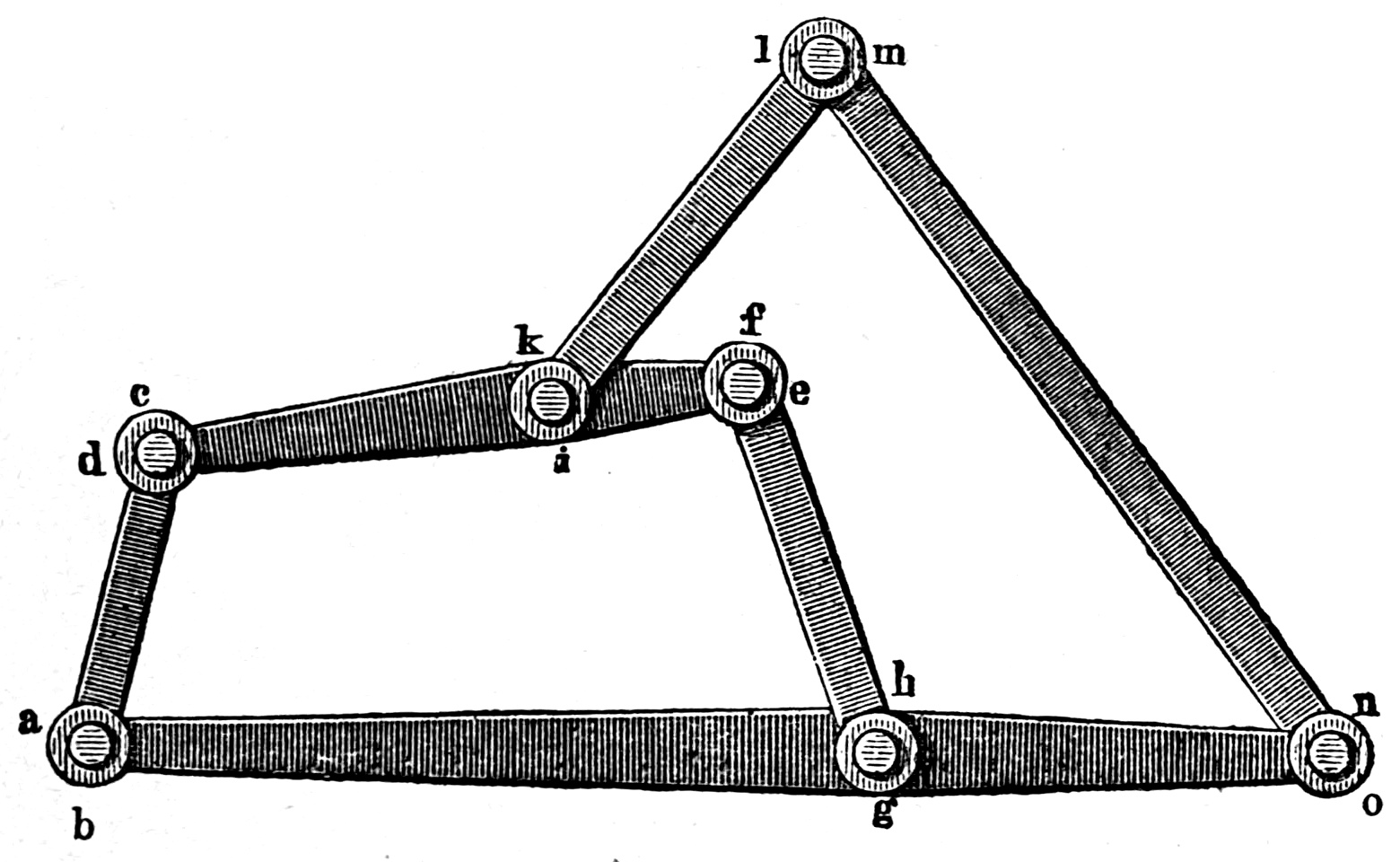
Conexión de seis barras ("Kinematics of Machinery", 1876)

Un mecanismo de seis barras es un dispositivo mecánico con un grado de libertad, constituido por seis barras y siete articulaciones. Un ejemplo es el mecanismo de Klann, utilizado para guiar las extremidades de una máquina capaz de caminar.
En general, cada articulación conecta dos barras, denominándose barra binaria a la que contiene dos articulaciones. Si se considera un hexágono (bastan seis barras binarias, con seis de las siete articulaciones dispuestas en sus vértices), entonces la séptima articulación puede ser añadida para conectar dos lados del hexágono para formar una disposición conteniendo dos barras ternarias (con tres articulaciones). Este tipo de conexión de seis barras se dice que tiene la topología de Watt.
Una conexión de seis barras también puede construirse ensamblando en primer lugar cinco barras binarias formando un pentágono (que utiliza cinco de las siete articulaciones), completando entonces la conexión añadiendo una barra binaria que conecte dos lados del pentágono. De esta forma se crean dos articulaciones ternarias que ahora quedan separadas por una o más barras binarias. Este tipo de conexión de seis barras se dice que tiene la tipología de Stephenson.
El mecanismo de Klann es de topología Stephenson.

## Mecanismo de seis barras de Watt
El generador de movimiento paralelo de Watt consiste en la conexión de cuatro barras que describe una trayectoria con una curva de acoplamiento que se aproxima suficientemente a una línea recta, combinado con la conexión de un paralelogramo que reproduce este movimiento casi-rectilíneo en la ubicación deseada. Esta configuración de seis barras y siete articulaciones tiene dos bucles de cuatro barras.

Un mecanismo de seis barras con una articulación deslizante de movimiento rectilíneo (Seleccionar la imagen para ampliarla).

## Mecanismo de seis barras De Stephenson
El mecanismo de seis-barras y siete juntas de Stephenson comprende un bucle de cuatro barras y otro bucle de cinco barras. Tiene dos barras ternarias separadas por un enlace binario. Esto significa que las dos barras ternarias no están conectadas entre sí por una articulación como en el caso de la topología de Watt.
Se distinguen tres subtipos que dependen del enlace seleccionado como marco, denominados Stephenson I, II y III.